# Епир (римска провинция)
Вижте пояснителната страница за други значения на Епир.
Епир (на латински: Еpirus) е римска провинция от 67 г. на територията на исторически Епир, като тя администрира и земите на Акарнания, разположени южно от Йонийски Ахелой.
След завоюването на исторически Епир от римляните през 148 г. пр.н.е., земите му първоначално са включени в състава на новообразуваната провинция Македония. През 27 година пр.н.е. управлението на римски Епир е превърлено към югоизточната римска провинция Ахая. През 67 г., последната от управлението на император Нерон, той повишава провинциалната администрация на областта. Епир е императорска провинция и при Веспасиан, а остава с непроменени граници и през времето на Източната империя.
Административно-данъчните реформи на император Диоклециан от края на III век водят до преструктуриране на Епир и сформиране два нови провинции - Стар и Нов Епир. Нов Епир заема северозападната крайбрежна територия, в по-голяма част от днешните албански земи. На юг, в днешна Йоанина е образувана нова провинция - Стар елинистичен Епир.
В Епир е началото на важния военно-търговски маршрут Виа Егнация, което дава допълнителен тласък на икономически дейност в региона.Столица на Епир е построеният от Октавиан Август след победата при Акциум град Никополис.
Други по-важни епирски римски селища са:
В IX век на територията на Епир е формирана византийската тема Никополис.
- Предримски йонийски колонии и градове
- Останки от градското укрепление на Никополис
- География на Стар и Нов Епир
- Древногръцки и римски Билис
- Раннохристиянска мозайка, Охрид